# この三人
『この三人』（このさんにん、原題・These Three）は、1936年に製作・公開されたアメリカ映画である。1934年にニューヨークで初演されたリリアン・ヘルマンの戯曲『子供の時間』の映画化であり、ウィリアム・ワイラーが監督、ミリアム・ホプキンスとマール・オベロン、ジョエル・マクリーなどが出演した。
ワイラー監督は1961年に本作をオードリー・ヘプバーンとシャーリー・マクレーンの共演で再映画化している。（日本語題『噂の二人』）

## キャスト
- マーサ・ドビー：ミリアム・ホプキンス
- カレン・ライト：マール・オベロン
- ジョゼフ・カーディン：ジョエル・マクリー
- アミーリア・ティルフォード：アルマ・クルーガー
- メアリー（アミーリアの孫娘）：ボニータ・グランヴィル
- ロザリー・ウェルズ：マーシャ・メイ・ジョーンズ
- アガサ：マーガレット・ハミルトン
- タクシーの運転手：ウォルター・ブレナン

## スタッフ
- 製作：サミュエル・ゴールドウィン
- 監督：ウィリアム・ワイラー
- 脚本：リリアン・ヘルマン
- 音楽：アルフレッド・ニューマン
- 撮影：グレッグ・トーランド
- 編集：ダニエル・マンデル
- 美術：リチャード・デイ
- 衣裳：オマー・カイアム

## アカデミー賞ノミネーション
- アカデミー助演女優賞：ボニータ・グランヴィル